# 27. červenec
27. červenec je 208. den roku podle gregoriánského kalendáře (209. v přestupném roce). Do konce roku zbývá 157 dní. Svátek slaví Věroslav.

## Události

### Česko
- 1454 – Ladislav Pohrobek vypověděl Židy z Brna.
- 1834 – Zahájena česká představení v Kajetánském divadle na Malé Straně pod vedením Josefa Kajetána Tyla
- 1848 – Exploze lokomotivy Jason nákladního vlaku č. XI. na Severní dráze císaře Ferdinanda mezi Hulínem a Napajedly zabila čtyři členy osádky vlaku a dva další zranila.
- 1938 – Česká vláda zveřejnila druhý návrh tzv. národnostního statutu, ve kterém přihlížela k požadavkům SdP. Vedení SdP jej odmítlo.
- 1954 – Československá vláda zrušila evidenci náboženského vyznání; ze všech formulářů a dotazníků měly zmizet rubriky zjišťující náboženské přesvědčení obyvatel.
- 1973 – Mimořádné zasedání Ústředního výboru Československé strany lidové zvolilo novým předsedou strany Rostislava Petera.
- 1983 – V pražském Klementinu byla naměřena teplota 37,8 °C, vůbec nejvyšší teplota během měření v období 1775–2019.

### Svět

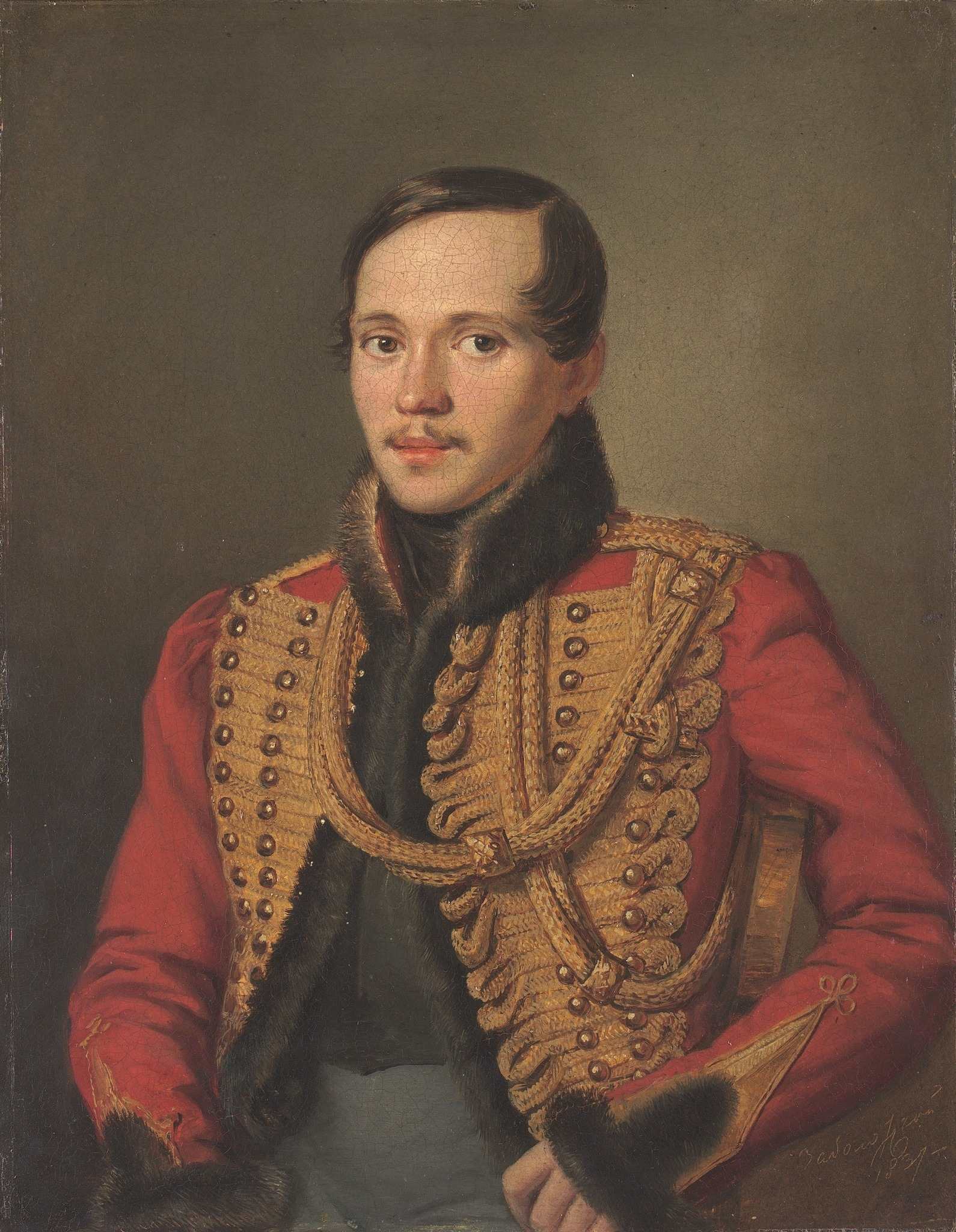
Michail Jurjevič Lermontov († 1841)

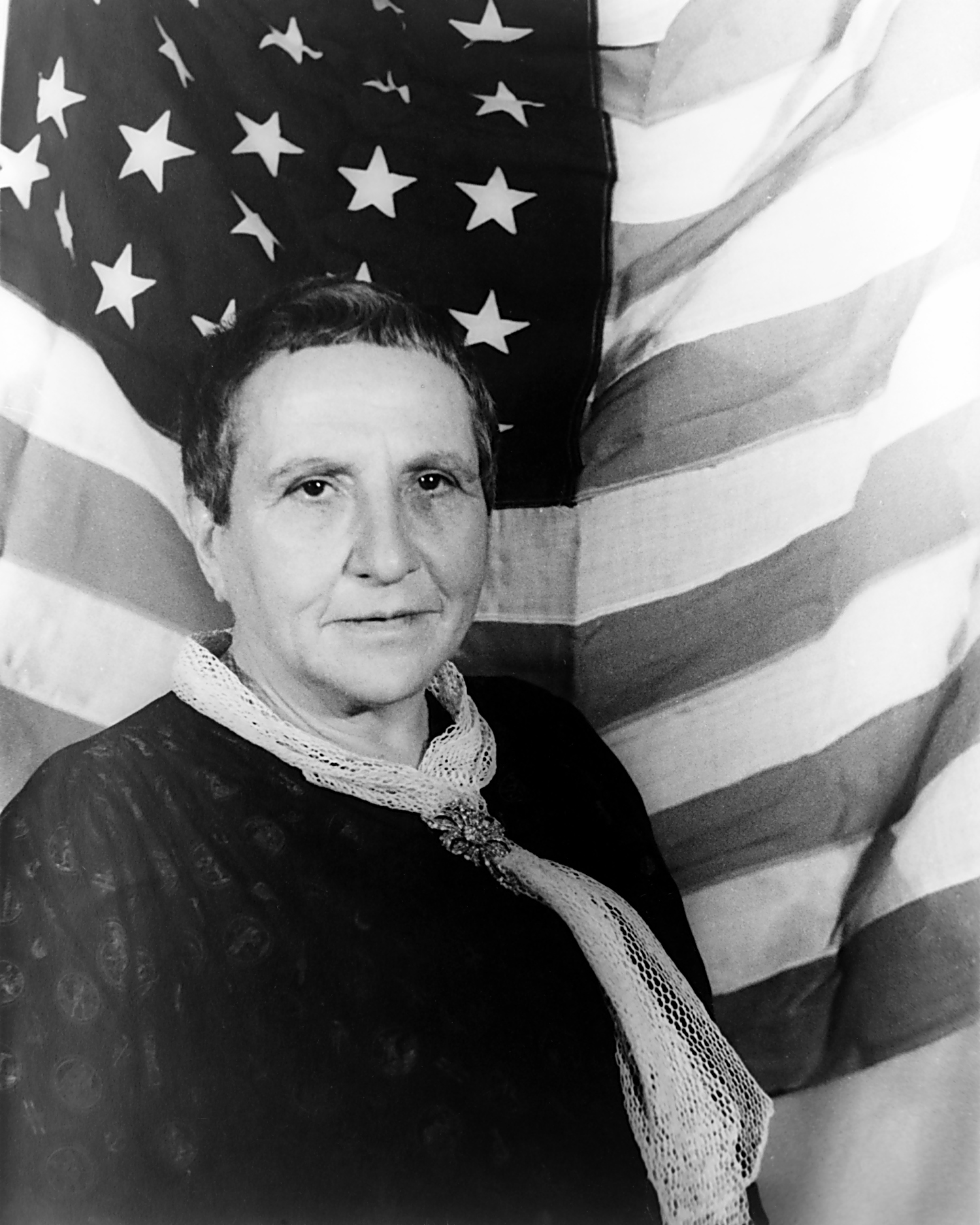
Gertrude Steinová († 1946)

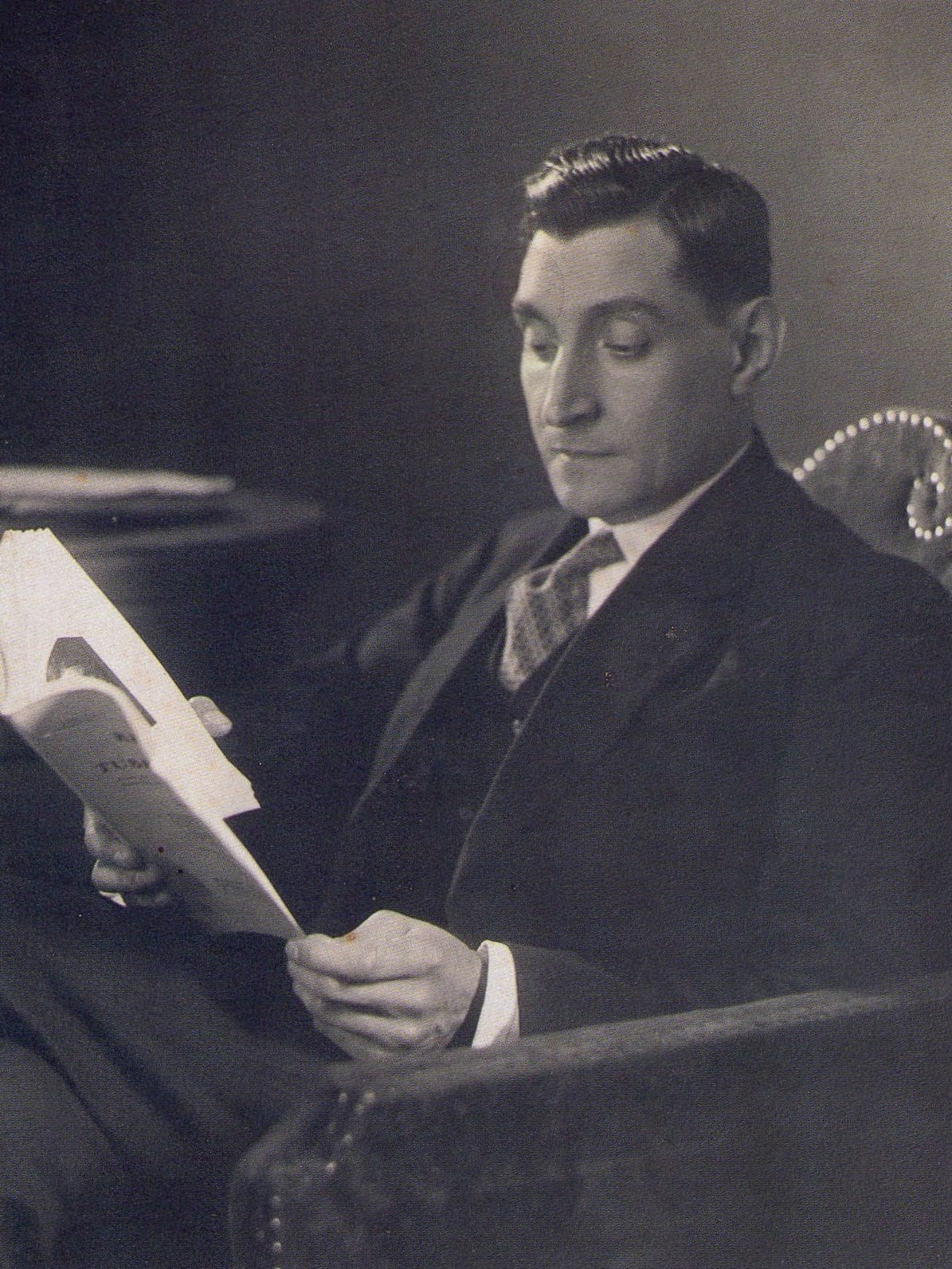
António de Oliveira Salazar († 1970)

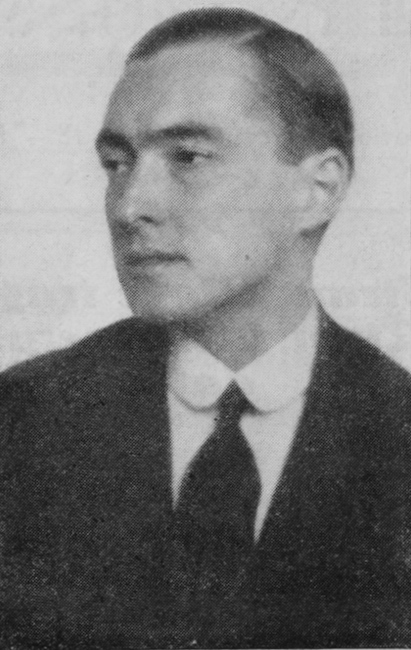
Richard Mikuláš Coudenhove-Kalergi († 1972)

- 1214 – V bitvě u Bouvines porazil francouzský král Filip II. August anglického krále Jana Bezzemka.
- 1302 – V bitvě u Baphea zvítězila vojska Osmanské říše nad armádou Byzantské říše.
- 1549 – Jezuitský kněz František Xaverský doplul do Japonska.
- 1866 – Parník Great Eastern dokončil položení prvního transatlantického telegrafního kabelu
- 1924 – VIII. Olympijské hry v Paříži skončily. Češi získali první medaile (1 zlatou, 4 stříbrné a 5 bronzových), hlavně v gymnastice, Finský běžec Paavo Nurmi se 3 zlatými medailemi se stal hrdinou her
- 1941 – Japonská armáda obsadila a okupuje Kambodžu a Thajsko
- 1942 – Po měsíci byla ukončena první bitva u El Alameinu v Egyptě mezi Spojenci a německou a italskou armádou.
- 1947 – Ve Vatikánu v Římě kanonizace Kateřiny Labouré, světice, jejíž zjevení Panny Marie vedla k celosvětovému rozšíření Zázračné medaile.
- 1949 – Poprvé vzlétl dopravní letoun de Havilland Comet, první letoun s proudovými motory určený pro osobní dopravu.
- 1950 – Australský herpetolog a lovec hadů Kevin Budden jako první na světě odchytil taipana velkého. Den na to zemřel na následky uštknutí, které při lovu utrpěl.
- 1952 – Emil Zátopek vyhrál maraton v čase 2:23:03.2 a získává 3. zlatou medaili na OH v Helsinkách
- 1953 – Byla podepsána Dohoda o neútočení na Korejském poloostrově a fakticky ukončena Korejská válka.
- 1955
  - V platnost vstoupila Rakouská státní smlouva o obnovení suverenity a stažení okupačních spojeneckých armád.
  - Dopravní letoun Lockheed Constellation izraelské společnosti El Al na pravidelné lince z Londýna do Istanbulu byl nad Bulharskem sestřelen dvěma stíhačkami MiG-15 a všech 58 lidí na palubě zahynulo.
- 1976 – Po 4 letech válčení s úřady obdržel John Lennon zelenou kartu, která mu zaručovala možnost stálého pobytu na území Spojených států.
- 1996 – Při bombovém útoku na olympijský stadion v americké Atlantě během letních olympijských her zahynuli 2 lidé a 112 jich bylo zraněno.
- 2002 – Při havárii stíhacího letounu Suchoj Su-27 na letecké přehlídce v ukrajinském Lvově zahynulo 77 lidí a 543 jich bylo zraněno.
- 2012 – V Londýně byly zahájeny XXX. Letní olympijské hry.
- 2018 – Zatmění Měsíce 27. července 2018

## Narození
Viz též Kategorie:Narození 27. července — automatický abecedně řazený seznam.

### Česko

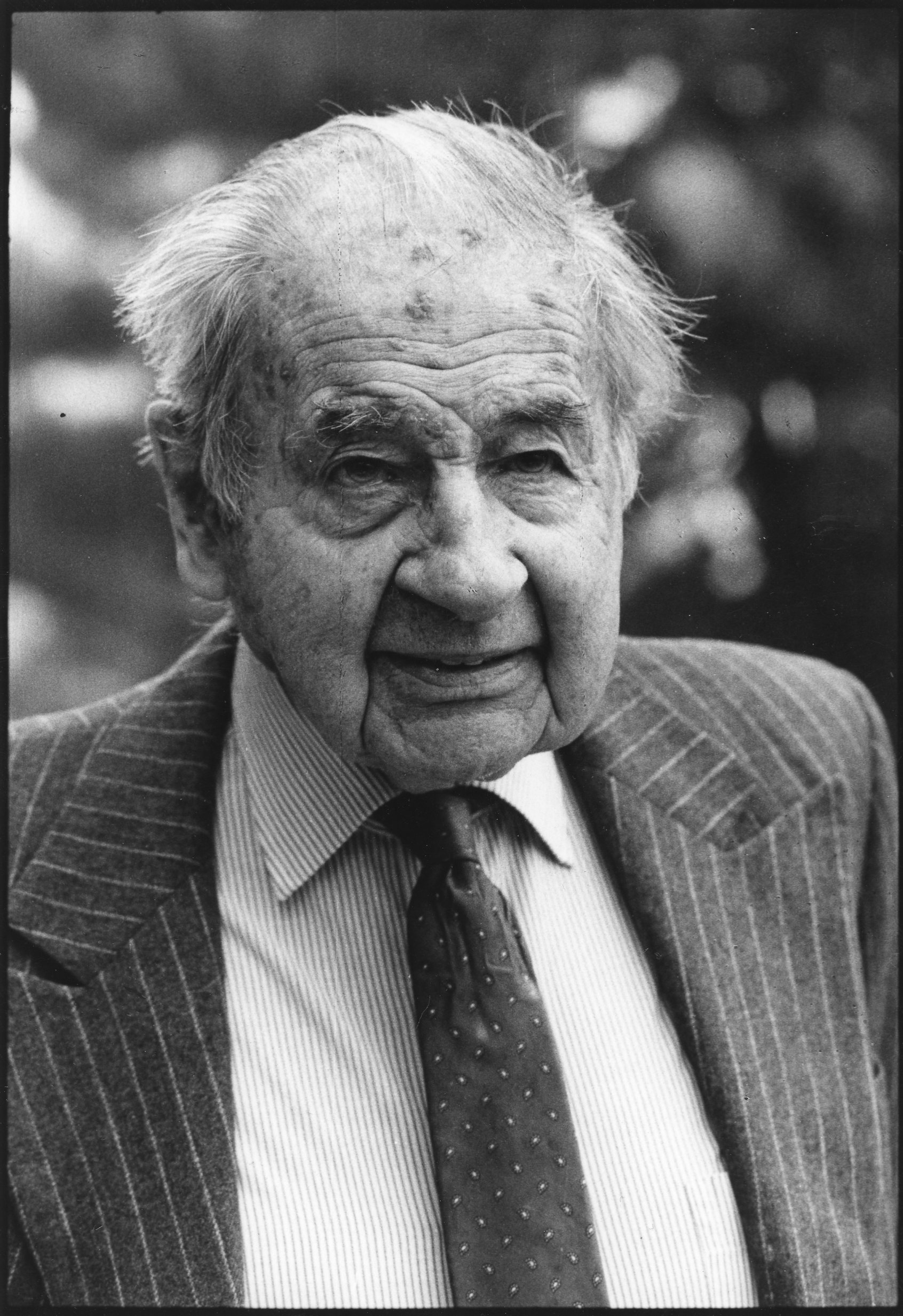
Jindřich Kolowrat-Krakowský († 1996)

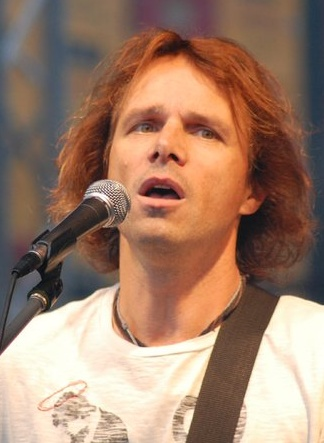
Janek Ledecký (* 1962)

- 1833 – Gustav Pfleger Moravský, prozaik, básník a dramatik († 20. září 1875)
- 1836 – Adolf Patera, historik a filolog († 9. prosince 1912)
- 1838 – Anton Tausche, zemědělský odborník a politik německé národnosti († 20. listopadu 1898)
- 1839 – Leopold Oser – lékař, internista, vynálezce ohebné žaludeční sondy († 22. srpna 1910)
- 1856 – Vítězslav Houdek, právník a spisovatel († 1. června 1916)
- 1864
  - František Flos, spisovatel († 8. ledna 1961)
  - Ferdinand Velc, malíř, fotograf a etnograf († 1. července 1920)
- 1874
  - Bohumil Baxa, československý ústavní právník a politik († 5. června 1942)
  - Ludvík Tošner, pedagog, překladatel, sociální demokrat († 5. srpna 1916)
- 1877 – Jan Krčmář, čs. ministr školství a nár. osvěty († 31. května 1950)
- 1893 – Metoděj Havlíček, válečný invalida, úředník, redaktor a spisovatel († 7. října 1950)
- 1894 – Jan Peka, hokejový brankář († 21. ledna 1985)
- 1896 – Zdeněk Schmoranz, spisovatel, dramatik a novinář († 19. srpna 1942)
- 1897 – Jindřich Kolowrat-Krakowský, restituent nemovitostí, politik († 19. ledna 1996)
- 1906 – František Fait, fotbalový reprezentant († ?)
- 1913 – Arnošt Mikš, zahraniční voják, výsadkář († 30. dubna 1942)
- 1915 – Josef Slepička, malíř
- 1914 – Jan Zach, sochař, malíř a designér († 27. srpna 1986)
- 1920 – František Jungwirth, překladatel a redaktor († 17. ledna 1997)
- 1922 – Božena Brodská, tenistka, tanečnice a baletka
- 1927 – Stanislav Remunda, herec a divadelní režisér († 21. května 2012)
- 1929 – Dagmar Špryslová, členka baletu Národního divadla v Praze († 12. října 2014)
- 1933 – Alena Reichová, sportovní gymnastka a olympijská medailistka († 21. června 2011)
- 1934 – Jan Svoboda, fotograf († 1. ledna 1990)
- 1939 – Gabriela Vránová, herečka († 16. června 2018)
- 1940 – Boris Perušič, česko-chorvatský volejbalista
- 1941 – Petr Miller, ministr práce a sociálních věcí ČSSR
- 1948
  - Petr Pospíchal, herec
  - Oldřich Čepelka, sociolog a spisovatel
- 1949 – Pavel Větrovec, klavírista, varhaník, hudební pedagog, dirigent
- 1951 – Jan Exnar, sklářský výtvarník a malíř
- 1952 – Břetislav Vachala, diplomat, egyptolog a arabista
- 1956 – Aleš Bajger, zpěvák a kytarista
- 1957 – Aleš Hušák, generální ředitel společnosti Sazka
- 1958 – Martin Kolár, herec a režisér českého znění († 24. srpna 2010)
- 1962 – Janek Ledecký, zpěvák
- 1967 – Erika Suchovská, atletka, sprinterka
- 1969 – Pavel Hapal, fotbalista a trenér
- 1987 – Marcela Joglová, běžkyně na dlouhé tratě

### Svět

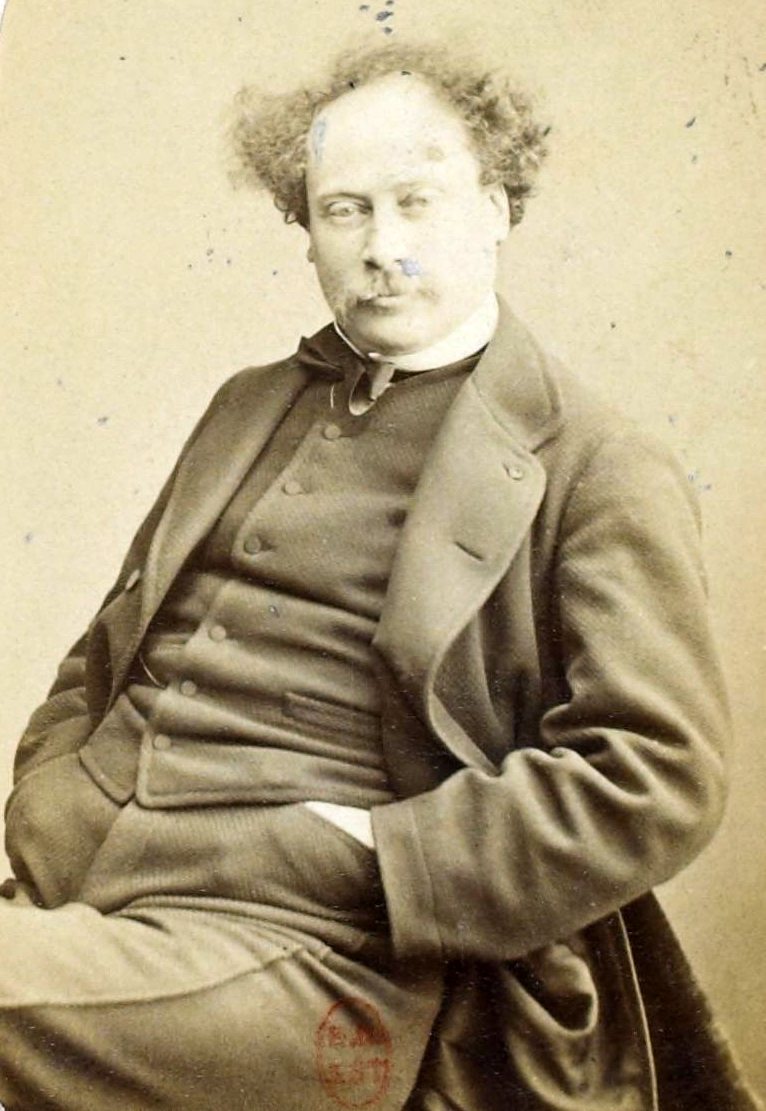
Alexandre Dumas mladší (* 1824)

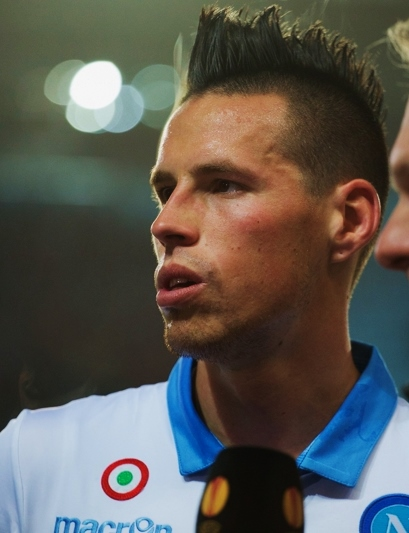
Marek Hamšík (* 1987)

- 1452 – Lodovico Sforza, vévoda milánský, zvaný Il Moro († 1508)
- 1612 – Murad IV., osmanský sultán († 9. února 1640)
- 1629 – Luisa Kristýna Savojská, savojská princezna († 12. května 1692)
- 1667 – Johann Bernoulli, švýcarský matematik, fyzik a lékař († 1748)
- 1765 – Bedřiška Alžběta Württemberská, manželka oldenburského velkovévody Petra I. († 24. listopadu 1785)
- 1768
  - Joseph Anton Koch, rakouský malíř a grafik († 12. ledna 1839)
  - Charlotta Cordayová, francouzská roajalistka, vražedkyně politika Jean Paul Marata († 1793)
- 1773
  - Luisa Marie Amélie Tereza Neapolsko-Sicilská, velkovévodkyně toskánská († 19. září 1802)
  - Jacob Aall, norský podnikatel a politik († 4. srpna 1844)
- 1775 – Terezie Brunswicková, tzv. "Nesmrtelná milenka" Ludwiga van Beethovena († 23. září 1861)
- 1777 – Thomas Campbell, skotský básník († 15. červen 1844)
- 1781 – Mauro Giuliani, italský skladatel, kytarista, violoncellista a zpěvák († 8. května 1829)
- 1795 – Ludwig Erdmann Bledow, německý šachový mistr († 6. srpna 1846)
- 1801 – George Biddell Airy, britský fyzik a královský astronom († 1892)
- 1824 – Alexandre Dumas mladší, francouzský prozaik a dramatik, nemanželský syn slavného francouzského spisovatele Alexandra Dumase staršího († 1895)
- 1835 – Giosuè Carducci, italský básník a literární kritik, nositel Nobelovy ceny († 1907)
- 1839 – Leopold Oser, rakouský lékař a vynálezce († 22. srpna 1910)
- 1848
  - Loránd Eötvös, maďarský fyzik († 8. dubna 1919)
  - Boris Stürmer, ruský ministerský předseda († 9. září 1917)
- 1853 – Vladimir Galaktionovič Korolenko, ruský spisovatel († 25. prosince 1921)
- 1855 – Josef Kühschelm, rakousko-uherský politik († 11. ledna 1908)
- 1857 – Henrik Pontoppidan, dánský prozaik, nositel Nobelovy ceny († 1943)
- 1862 – Franz Albert Seyn, ruský generál a politik († ? 1918)
- 1863 – Hugo Henneberg, rakouský fotograf († 11. července 1918)
- 1867 – Enrique Granados, španělský hudební skladatel a klavírista († 24. března 1916)
- 1870 – Hilaire Belloc, britský spisovatel († 16. července 1953)
- 1871 – Ernst Zermelo, německý matematik († 1953)
- 1879 – Jean-Baptiste Laviolette, kanadský hokejista († 10. ledna 1960)
- 1881 – Hans Fischer, německý organický chemik, držitel Nobelovy ceny († 1945)
- 1882 – Eduard Spranger, německý psycholog († 17. září 1963)
- 1890 – Armas Taipale, finský olympijský vítěz v hodu diskem († 8. listopadu 1976)
- 1896 – Lawrence Lumley, 11. hrabě ze Scarborough, britský generál a politik († 29. června 1969)
- 1897
  - Bodo Lafferentz, nacistický důstojník, organizátor Hudebních slavností v Bayreuthu († 17. ledna 1974)
  - Christoph Voll, německý sochař a grafik († 16. června 1939)
- 1900
  - Jakub Wajda, důstojník polské armády, oběť masakru v Katyni († květen 1940)
  - Knut Dánský, dánský princ († 14. června 1976)
- 1904 – Ljudmila Ruděnková, mistryně světa v šachu († 4. března 1986)
- 1907 – Jack van Bebber, americký zápasník, zlato na OH 1932 († 13. dubna 1986)
- 1909 – George Saling, americký olympijský vítěz v běhu na 110 metrů překážek z roku 1932 († 15. dubna 1933)
- 1910 – Julien Gracq, francouzský spisovatel († 22. prosince 2007)
- 1914
  - Štefan Kukura, slovenský chirurg († 1. května 1984)
  - Giuseppe Baldo, italský fotbalista († 31. července 2007)
- 1917 – Bourvil, francouzský herec († 23. září 1970)
- 1927 – Harry Mulisch, nizozemský spisovatel († 30. října 2010)
- 1928 – Joseph Kittinger, první člověk, který skákal z okraje vesmíru († 9. prosince 2022)
- 1929 – Jean Baudrillard, francouzský filosof, sociolog a fotograf († 2007)
- 1933 – Anton Popovič, slovenský literární historik a teoretik († 24. června 1984)
- 1938 – Gary Gygax, americký tvůrce a designér herních systémů († 4. března 2008)
- 1939 – William Eggleston, americký novinářský fotograf
- 1940 – Eduard Guščin, ruský atlet, koulař († 14. března 2011)
- 1941 – Zora Kolínska, slovenská zpěvačka, herečka († 17. června 2002)
- 1944 – Barbara Thompson, anglická jazzová saxofonistka, flétnistka a skladatelka
- 1946
  - Rade Šerbedžija, chorvatský herec srbské národnosti
  - Toktar Aubakirov, sovětský kosmonaut a politik kazašské národnosti
- 1948 – Peggy Flemingová, americká krasobruslařka, olympijská vítězka
- 1950 – Sergej Kozlík, slovenský ministr financí
- 1952 – Roxanne Hart, americká herečka
- 1954 – Peter Mueller, americký rychlobruslař, olympijský vítěz
- 1955 – Bobby Rondinelli, americký bubeník
- 1957
  - Gérald Cyprien Lacroix, kanadský primas a kardinál
  - Hansi Müller, německý fotbalista
- 1958 – Barbara Rudnik, německá hherečka († 23. května 2009)
- 1961
  - Daniel Burbank, americký astronaut
  - Carol Isherwoodová, anglická ragbistka
- 1963 – Donnie Yen, čínský herec
- 1966 – Al Charron, kanadský ragbista
- 1967 – Sasha Mitchell, americký herec
- 1968 – Julian McMahon, australský herec († 2. července 2025)
- 1969 – Edward Simon, venezuelský klavírista
- 1970 – Nikolaj Coster-Waldau, dánský herec
- 1973 – Cassandra Clareová, americká spisovatelka
- 1976 – Fernando Ricksen, nizozemský fotbalista († 18. září 2019)
- 1977 – Jonathan Rhys Meyers, irsky herec, zpěvák a model
- 1982 – Keri Hilson, americká zpěvačka a textařka
- 1984 – Taylor Schilling, americká herečka
- 1985 – Carla Hohepaová, novozélandská ragbistka
- 1986 – Andrew Desjardins, kanadský lední hokejista
- 1987 – Marek Hamšík, slovenský fotbalista
- 1990
  - Indiana Evans, australská herečka
  - David Storl, německý atlet, koulař
- 1993 – Jordan Spieth, americký golfista
- 1994
  - Patricia Maria Țigová, rumunská tenistka
  - Kazuki Himeno, japonský ragbista
- 1995 – Viktor Poletajev, ruský volejbalista

## Úmrtí
Viz též Kategorie:Úmrtí 27. července — automatický abecedně řazený seznam.

### Česko
- 1375 – Beneš Krabice z Weitmile, kronikář (* ?)
- 1421 – Štěpán z Dolan, římskokatolický duchovní (* ?)
- 1560 – Jaroslav z Pernštejna, šlechtic (* 14. listopadu 1528)
- 1735 – Adolf Bernard z Martinic, šlechtic (* před 1690)
- 1857 – Josef Ladislav Jandera, teolog, matematik, rektor Karlovy univerzity (* 19. února 1776)
- 1862 – Josef Ugarte, poslanec Říšské rady a Moravského zemského sněmu (* 26. října 1804)
- 1872 – Václav Vaňka, starosta Prahy (* 3. listopadu 1798)
- 1900 – Jan Štros, lékař a politik (* 2. listopadu 1830)
- 1907 – František Borgia Krásl, metropolitní probošt, zemský prelát, historik a spisovatel (* 24. prosince 1844)
- 1911 – Leander Čech, literární historik, národní buditel (* 27. února 1854)
- 1918 – František Novotný, rektor Českého vysokého učení technického (* 20. září 1864)
- 1931 – Karel Fiala, herec (* 22. ledna 1871)
- 1936 – František Rous, sochař (* 25. listopadu 1872)
- 1943 – Václav Láska, geodet, astronom a matematik (* 24. srpna 1862)
- 1959 – Ella Nollová, herečka (* 7. července 1889)
- 1962 – František Korte, právník a hudební skladatel (* 22. dubna 1895)
- 1963 – František Nosál, generál (* 7. dubna 1879)
- 1968 – Otto Eisler, architekt (* 1. června 1893)
- 1977 – Alois Neuman, československý politik, ministr a poslanec (* 12. března 1901)
- 1978 – Václav Mencl, historik architektury (* 16. ledna 1905)
- 1985 – František Gross, malíř a grafik (* 19. dubna 1909)
- 1992
  - Jan Byrtus, fotograf (* 8. listopadu 1935)
  - Jaromír Svoboda, zpěvák a divadelní fotograf (* 1. dubna 1917)
- 1995 – Michal Sabolčík, ministr vlád Československa a diplomat (* 3. června 1924)
- 2003 – Alois Grebeníček, komunistický vyšetřovatel (* 5. ledna 1922)
- 2012 – Ladislav Rusek, skaut, výtvarník, publicista a básník (* 28. června 1927)
- 2013 – Josef Geryk, fotbalový brankář (* 14. října 1942)
- 2015 – Ivan Moravec, klavírista (* 9. listopadu 1930)
- 2017
  - Jiří Herczeg, právník, odborník na trestní právo (* 16. září 1969)
  - Jan Sarkandr Tománek, malíř, grafik a tvůrce animovaných filmů (* 14. prosince 1947)
- 2020 – Jan Skopeček, herec a dramatik (* 19. září 1925)
- 2023 – Petr Hořejš, publicista, scenárista a spisovatel (* 7. září 1938)

### Svět
- 432 – Celestýn I., papež (* ?)
- 916 – Kliment Ochridský, žák svatého Cyrila a svatého Metoděje, světec (* kolem 830)
- 1101 – Konrád Francký, panovník Svaté říše římské (* 12. února 1074)
- 1158 – Geoffroy VI. z Anjou, hrabě z Nantes (* 1. června 1134)
- 1274 – Jindřich I. Navarrský, král Navarry a hrabě ze Champagne a Brie (* cca 1240)
- 1276 – Jakub I. Aragonský, aragonský král, král Mallorky a Valencie (* 22. února 1208)
- 1365 – Rudolf IV. Habsburský, rakouský a korutanský vévoda a hrabě tyrolský (* 1339)
- 1377 – Fridrich III. Sicilský, sicilský král (* 1. září 1341)
- 1382 – Johana I. Neapolská, neapolská královna (* prosinec 1325)
- 1626 – Ludvík V. Hesensko-Darmstadtský, německý šlechtic a markrabě (* 24. září 1577)
- 1635 – Şehzade Bayezid, syn osmanského sultána Ahmeda I. (* listopad 1612)
- 1675 – Henri de La Tour d'Auvergne de Turenne, francouzský maršál (* 1611)
- 1681 – Johan Cajanus, finský filosof a básník (* 27. prosince 1655)
- 1759 – Pierre Louis Maupertuis, francouzský filosof, matematik a přírodovědec (* 1698)
- 1810 – Eugen Johann Christoph Esper, německý entomolog, botanik a patolog (* 2. června 1742)
- 1827 – Jan Jeník, německý luteránský duchovní (* 6. července 1748)
- 1835 – Gilbert Thomas Burnett, britský botanik (* 15. dubna 1800)
- 1841 – Michail Jurjevič Lermontov, ruský básník, prozaik, dramatik (* 1814)
- 1844 – John Dalton, britský chemik a fyzik (* 1766)
- 1873 – Fjodor Ivanovič Ťutčev, ruský básník (* 5. prosince 1803)
- 1874 – Anselm Salomon von Rothschild, rakouský bankéř, zakladatel banky Creditanstalt (* 29. ledna 1803)
- 1877 – John Frost, velšský dělnický vůdce (* 25. května 1784)
- 1899 – Tassilo von Heydebrand und der Lasa, německý diplomat, šachový mistr, teoretik a historik šachu (* 1818)
- 1902 – Gustave Trouvé, francouzský elektrotechnik a vynálezce (* 2. ledna 1839)
- 1916 – Karl Klindworth, německý skladatel, dirigent a klavírní virtuos (* 25. září 1830)
- 1917 – Emil Theodor Kocher, švýcarský lékař, nositel Nobelovy ceny za fyziologii a medicínu (* 1841)
- 1919 – Nikifor Grigorjev, ukrajinský válečník (* 1885)
- 1921 – Myrddin Fardd, velšský spisovatel (* 1835)
- 1924 – Ferruccio Busoni, italský hudební skladatel (* 1. dubna 1866)
- 1932 – Gisela Habsbursko-Lotrinská, arcivévodkyně provdaná princezna bavorská, dcera Františka Josefa I. (* 1856)
- 1934 – Frederick Delius, anglický hudební skladatel (* 1. dubna 1862)
- 1937 – Karol Szymanowski, polský hudební skladatel (* 3. října 1882)
- 1943 – Marie Staszewska, polská katolická řeholnice, mučednice, blahoslavená (* 30. července 1890)
- 1946 – Gertrude Steinová, francouzsko-americká spisovatelka a literární kritička německého původu (* 3. února 1874)
- 1947 – Ivan Regen, slovinský biolog a entomolog (* 9. prosince 1868)
- 1970 – António de Oliveira Salazar, portugalský politik (* 1889)
- 1971 – Jacques Lusseyran, francouzský spisovatel (* 19. září 1924)
- 1972
  - Richard Mikuláš Coudenhove-Kalergi, rakouský šlechtic s československým občanstvím, spisovatel a politik (* 16. listopadu 1894)
  - Philip Cunliffe-Lister, britský politik (* 1. května 1884)
- 1980 – Muhammad Rezá Pahlaví, íránský šáh, poslední monarcha na perském pavím trůně (* 26. října 1919)
- 1981
  - Paul Brunton, britský filosof, mystik, a cestovatel (* 21. října 1898)
  - William Wyler, americký filmový režisér (* 1. července 1902)
- 1984 – James Mason, anglický herec (* 15. května 1909)
- 1988 – Frank Zamboni, americký vynálezce rolby na úpravu ledové plochy (* 16. ledna 1901)
- 1991 – Gino Colaussi, italský fotbalista (* 4. března 1914)
- 1992 – Max Dupain, australský fotograf (* 22. dubna 1911)
- 1994 – Kevin Carter, jihoafrický fotograf a žurnalista (* 13. září 1960)
- 1995 – Vladimír Dzurilla, slovenský hokejový brankář a trenér (* 2. srpna 1942)
- 1998 – Zlatko Čajkovski, jugoslávský fotbalista a trenér (* 24. listopadu 1923)
- 1999 – Harry „Sweets“ Edison, americký trumpetista (* 10. října 1915)
- 2001
  - Harold Land, americký jazzový tenorsaxofonista (* 18. února 1928)
  - Leon Wilkeson, americký baskytarista skupiny Lynyrd Skynyrd (* 2. dubna 1952)
- 2002 – John Entwistle, anglický baskytarista, textař, zpěvák a hráč na lesní roh (* 9. října 1944)
- 2003 – Bob Hope, americký herec a moderátor (* 29. května 1903)
- 2004 – Bob Tisdall, irský olympijský vítěz v běhu na 400 metrů překážek (* 16. května 1907)
- 2009
  - George Russell, americký klavírista (* 23. června 1923)
  - Aeronwy Thomas, britská překladatelka (* 3. března 1943)
- 2011
  - John Stott, britský kazatel vůdce britského a světového evangelikálního hnutí (* 27. dubna 1921)
  - Agota Kristofová, švýcarská spisovatelka maďarského původu (* 30. října 1935)
- 2012 – Tony Martin, americký zpěvák a herec (* 25. prosince 1913)
- 2014
  - Francesco Marchisano, italský kardinál (* 25. června 1929)
  - Kjózan Džóšú Sasaki, japonský učitel rinzai zenu (* 1. dubna 1907)
- 2015 – Abdul Kalám, indický prezident a atomový vědec (* 15. října 1931)
- 2017 – Sam Shepard, americký herec, režisér, dramatik, spisovatel, scenárista a hudebník (* 5. listopadu 1943)
- 2019 – John Robert Schrieffer, americký fyzik, Nobelova cena za fyziku 1972 (* 31. května 1931)
- 2020
  - Frank A. Howard, americký právní úředník a politik (* 1. prosince 1938)
  - Owen Arthur, barbadoský politik a bývalý premiér (* 17. října 1949)

## Svátky

### Česko
- Věroslav
- Auriel, Aurielián, Zlatomír
- Bertold, Bertolda
- Pantaleon

### Svět
- Marta, Marve, Marvi, Mariona
- Nathalie, Natalija
- Dobra, Dobri, Dobrina, Dita

| 27. červenec v pražském KlementinuÚdaje jsou platné k 8. 7. 2025. | 27. červenec v pražském KlementinuÚdaje jsou platné k 8. 7. 2025. | 27. červenec v pražském KlementinuÚdaje jsou platné k 8. 7. 2025. |
| minimum                                                           | denní průměr                                                      | maximum                                                           |
| ----------------------------------------------------------------- | ----------------------------------------------------------------- | ----------------------------------------------------------------- |
| 9,5 °C (1890)                                                     | 19,8 °C (od 1961)                                                 | 37,8 °C (1983)                                                    |